# 山口百恵ベスト・コレクション
『山口百恵ベスト・コレクション』（やまぐちももえ ベスト・コレクション）は、山口百恵のベスト・アルバム。1985年4月21日にCBSソニーよりリリースされた。

## 解説
- 主なヒット曲15曲を収録。翌年、ジャケットを変えて再発売された。2000年にも本作と同一収録曲で『2000 BEST 山口百恵 ベスト・コレクション』が発売された。

## 収録曲
1. としごろ
2. 禁じられた遊び
3. ひと夏の経験
4. 横須賀ストーリー
5. 夢先案内人
6. イミテイション・ゴールド
7. 秋桜
8. プレイバックPart2
9. 絶体絶命
10. いい日旅立ち
11. 曼珠沙華
12. 美・サイレント
13. ロックンロール・ウィドウ
14. さよならの向う側
15. 一恵

## 関連作品
- 2000 BEST 山口百恵 ベスト・コレクション